# Марио Фрусталупи
Марио Фрусталупи (на италиански: Mario Frustalupi) е италиански футболист, полузащитник.

## Кариера
Роден е в Орвието (Умбрия). Фрусталупи дебютира в италианската Серия А през 1963 г. със Сампдория, за които играе 8 сезона. През 1970 г. той преминава в Интер, които се нуждаят от заместник на Луис Суарес, но Фрусталупи разочарова. С миланския гранд той печели скудето и стига до финал за КЕШ през 1972 г., като губи от АФК Аякс.
През следващата година той е продаден на Лацио. Въпреки че често се кара с водещата звезда на клуба Джорджо Киналия, той допринася за превръщането на отбора в един от най-силните в Италия, което води до спечелването на скудето през 1974 г. Фрусталупи също има успешен период с Чезена, които достигат до шесто място в Серия А и право да играят в Купата на УЕФА.
През 1977 г. Фрусталупи отива в Пистоезе, като печели промоция за Серия А. Той прекратява кариерата си през 1981 г.
Марио Фрусталупи загива при автомобилна катастрофа на 14 април 1990 г.

## Отличия
Интер
- Серия А: 1970/71

Лацио
- Серия А: 1973/74